# Bröllopsmarskalk
Bröllopsmarskalk, även kyrkomarskalk, brudsven eller i modernt språkbruk ofta bestman, är en roll som oftast innehas av en man, men som även kan innehas av en kvinna, i samband med bröllop. Bröllopsmarskalken är ofta brudgummen närstående, till exempel dennes bäste vän eller bror. Brudens motsvarighet är brudtärnan.

## Anglosaxisk tradition
I anglosaxisk bröllopstradition förekommer ofta en eller flera groomsmen vars uppgift är att före och under bröllopsdagen fungera som allmänt stöd för brudgummen. Det brukar också finnas en best man, motsvarande maid of honor, som har lite större ansvar än övriga groomsmen. Vid vigseln väntar best man och groomsmen vid brudgummens sida på att bruden ska anlända och ansvarar för ringarna. Ofta förväntas det dessutom att brudgummens bestman ansvarar för att planera den blivande brudgummens svensexa.

## Svensk tradition
I svensk tradition är kyrkomarskalkarna de som hjälper till som värdar vid bröllop. Deras uppgift är att visa gästerna till rätta i kyrkan och sedan leda brudföljet under intåget. Utöver dem kan det finnas upp till ett dussin marskalkar som bredvid brudtärnorna tågar in efter brudparet.
Från 1500-talet kunde brudgummen ha en uppvaktning om fem personer kallade brudsvenner. De skulle skydda brudparet på vägen till och från kyrkan.